# Actuaris
Een actuaris of verzekeringswiskundige houdt zich beroepshalve bezig met het doorrekenen en evalueren van risico's. De actuaris heeft een sterke wiskundige en economische vorming en heeft een diploma in de actuariële wetenschappen.
In Nederland kan men deze studie volgen aan de Universiteit van Amsterdam en bij TIAS School for Business and Society of via het Actuarieel Instituut in Utrecht. In Vlaanderen wordt men actuaris door het volgen van een aanvullende opleiding aan de universiteit (onder andere aan de Katholieke Universiteit Leuven en de Vrije Universiteit Brussel), nadat men een basisopleiding (master in ...) heeft afgewerkt in econom(etr)ie, handelsingenieur of wiskunde.
Het is de taak van de actuaris om er voor te zorgen dat er een actuarieel evenwicht is tussen onder andere inkomsten, uitgaven, beleggingen en voorzieningen. Traditioneel zijn actuarissen werkzaam in de verzekeringssector, waar zij een verantwoordelijkheid dragen om toe te zien op de solvabiliteit, de rentabiliteit en de technische voorzieningen.
Actuarissen treft men ook bij pensioenfondsen, banken, consultingbureaus en bij de overheid omwille van hun brede vakkennis.
Actuarissen geven bij verzekeringsmaatschappijen en pensioenfondsen een verklaring af over de toereikendheid van de voorziening en de financiële positie van de verzekeraar of het pensioenfonds. Het controleren van een instelling en vervolgens het afgeven van een verklaring wordt certificeren genoemd. Met ingang van 1 januari 2006 mogen in Nederland alleen actuarissen certificeren die ingeschreven staan in het Openbaar Register Certificerende Actuarissen.
Vele actuarissen zijn aangesloten bij beroepsverenigingen waaronder:
- Koninklijk Actuarieel Genootschap (AG); Beroepsvereniging van actuarissen in Nederland; In Nederland wordt de deeltijdopleiding tot actuaris en andere actuariële beroepen door het Actuarieel Instituut aangeboden.[2][3]
- Instituut van Actuarissen in België (IA|BE) in België[4]
- Casualty Actuarial Society, Society of Actuaries en de American Academy of Actuaries in de Verenigde Staten
- Institute of Actuaries in Engeland
- Faculty of Actuaries in Schotland
- Canadian Institute of Actuaries in Canada
- Deutsche Aktuarvereinigung e.V. in Duitsland
- International Actuarial Association
- International Association of Consulting Actuaries